# Rhinochimaera africana
Rhinochimaera africana es una especie de pez condrictio quimeriforme de la familia de los rinoquiméridos oriundo del sureste del Océano Atlántico. Son ovíparos.